# Amargosa Valley
Armagosa Valley – miejscowość w zachodniej części USA, w stanie Nevada. W 2000 roku populacja wyniosła 1176 osób. Miejscowość leży na terenie pustyni Amargosa, nad okresową  rzeką Amargosa, w odległości kilkuset metrów na południe od granic poligonu atomowego Nevada.